# Villa Pavoncelli

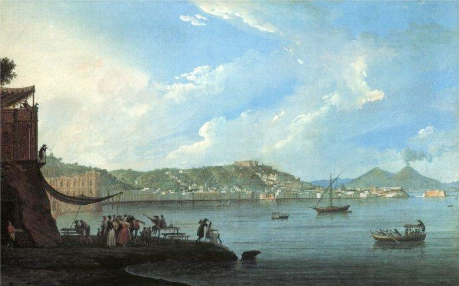
Der Golf von Neapel vom Scoglio di Frisio aus (Saverio della Gatta, 1785)

Die Villa Pavoncelli ist ein Landhaus aus dem 18. Jahrhundert im Viertel Posillipo von Neapel in der italienischen Region Kampanien. Sie liegt an der Via Posillipo, 26.

## Geschichte
Das Haus, das bereits in der Karte des Duca di Noja erwähnt wurde, fiel 1840 an die Gebrüder Masella, die dort das bekannte Restaurant Lo Scoglio di Frisio eröffneten. Ab 1890 waren die neuen Eigentümer die Grafen Pavoncelli.
1975 wurde die mehrmals umgebaute Villa ein Mietshaus.